# Gerhard Cammann
Gerhard Cammann (* 5. Dezember 1875 in Rees; † 8. Januar 1955 in Düsseldorf) war ein deutscher Lokalpolitiker der Deutschen Zentrumspartei und während der Weimarer Republik Mitglied des Vorläufigen Reichswirtschaftsrates.

## Leben
Geboren als Sohn eines Tagelöhners erlernte er nach dem Besuch der Volksschule in Rees am Niederrhein den Beruf eines Zigarrenmachers. Seit 1905 war er verheiratet und Mitbegründer der Ortsgruppe Rees des 1899 gegründeten "Christlich-sozialen Verbandes der Tabak- und Zigarettenarbeiter Deutschlands". Die Organisation firmierte seit 1906 unter dem Namen "Verband christlicher Tabak- und Zigarrenarbeiter Deutschlands" und nannte sich 1911 in "Zentralverband christlicher Tabakarbeiter Deutschlands" um. Bei der Gründung der Ortsgruppe übernahm Cammann den Posten eines Vertrauensmannes, kurze Zeit später übertrugen ihm die Kollegen die Funktion eines Ortsgruppenkassierers und eines Ortsgruppenvorsitzenden. 1903 nahm er an einem Kurs des Volksvereins für das katholische Deutschland in Mönchengladbach teil. Im gleichen Jahr wählte ihn die Generalversammlung des Verbandes zum Hauptkassierer und 1904 zum Verbandsvorsitzenden. In diesem Amt wurde Cammann bis 1933 auf allen nationalen Gewerkschaftstagen bestätigt. Die Wahl zum Gewerkschaftsvorsitzenden war gleichzeitig mit einer hauptamtlichen Anstellung verbunden seit dem 1. Juli 1904.
1903 musterte die christliche Gewerkschaft 920 Mitglieder in 117 Ortsgruppen; 1912 7.172 Mitglieder in 124 Ortsgruppen. 1921 hatte der „Zentralverband christlicher Tabakarbeiter Deutschlands“, wie fast alle anderen Gewerkschaften in der Weimarer Republik, auch seinen Höchststand erreicht mit 41.179 Mitgliedern in 502 Ortsgruppen. Ende 1930 zählte der Verband in 330 Ortsgruppen nur noch 21.702 Mitglieder. Hiervon waren 4.431 männliche und 17.271 weibliche Mitglieder. Zum Ende der Weimarer Republik hatte die christliche Tabakarbeitergewerkschaft damit ca. 15 % der in der Tabakindustrie Beschäftigten organisiert. Der Schwerpunkt der Organisation lag am Niederrhein, im nördlichen Baden, im ostwestfälischen Raum und im katholischen Eichsfeld.
Neben der Tätigkeit als Vorsitzender redigierte Cammann von 1905 bis 1909 und von 1914 bis 1920 gleichzeitig das Verbandsorgan "Deutsche Tabakarbeiter-Zeitung" (seit 1914: "Tabakarbeiter-Zeitung"). Cammann stand politisch auf dem linken Flügel der Zentrumspartei. Sein Zentralverband wurde von der Unternehmensseite ebenso bekämpft wie der sozialistische freie "Deutsche Tabakarbeiter-Verband". Cammann spielte in einem der größten Arbeitskämpfe am Niederrhein, der Tabakarbeiteraussperrung 1901 in Kaldenkirchen, eine zentrale Rolle. Auch an den großen Arbeitskämpfen im Mitteldeutschland im Jahre 1927 mit massiven Aussperrungen war der christliche Verband unter Cammanns Leitung beteiligt. Trotz großer gewerkschaftspolitischer Nähe zu den freien Gewerkschaften in Lohn- und Tariffragen lehnte der Katholik Fusionsangebote ab. Mit atheistischen Organisationen wollte er nicht zusammenarbeiten.
Cammann stand als Vorsitzender einer "Frauengewerkschaft" vor, da in der deutschen Tabakindustrie zum Ende der Weimarer Republik 80 % weibliche Beschäftigte arbeitete. Auf Verbandstagen drängte er auf eine bessere Repräsentanz von Frauen in Gewerkschaftsgremien. In Finanz- und Steuerfragen stand er den Arbeitgeberverbänden nahe. Gemeinsam mit den Tabakindustriellen bekämpfte er höhere Tabaksteuern und Abgaben. Cammann und sein Verband machten bis zum Ende der Weimarer Republik dem Nationalsozialismus keine Konzessionen. Unter politischen Druck hieß er im Juni 1933 die Integration seines Verbandes in die Deutsche Arbeitsfront gut. Im Sommer 1933 aus allen Ämtern entlassen, blieb er arbeitslos. Er Lebte 1938 als Sozialrentner in Düsseldorf und starb dort auch.

## Ämter
Cammann vertrat von 1903 bis 1909 bis zur Verlegung des Verbandssitzes von Geldern nach Düsseldorf die Zentrumspartei als Stadtverordneter in Rees. Als Reaktion auf die große Tabakarbeiteraussperrung 1901 am Niederrhein gründete der christliche Verband eine eigene Genossenschafts-Zigarrenfabrik in Kaldenkirchen. Als Vorsitzender des Aufsichtsrates wurde Gerhard Cammann berufen. Nachdem die Genossenschafts-Zigarrenfabrik in der Weimarer Republik in den Besitz der christgewerkschaftlichen "Gepag", Großeinkaufs- und Produktions-Aktiengesellschaft deutscher Konsumvereine überging, verblieb Cammann im Aufsichtsrat der "Gepag-Zigarrenfabrik" Kaldenkirchen.
Nach 1918 wirkte Cammann in dem Vertrauensausschuss des Tabakgewerbes zur Regelung des Tabakverbrauchs in der Nachkriegszeit mit, ebenfalls arbeitete er mit als Mitglied der Außenhandelsstelle für das Tabakgewerbe beim Sachverständigenbeirat des Tabakgewerbes der Delegierten des Reichskommissars für Aus- und Einfuhrbewilligungen und des Wirtschaftsausschusses für das Tabakgewerbe für das besetzte Gebiet. Mitglied des Vorläufigen Reichswirtschaftsrates von 1920 bis 1928, auf den die Gewerkschafter aller politischen Richtungen als "2. Kammer" große Hoffnungen setzten.
1920 konstituierte sich der "Internationale Bund christlicher Tabakarbeiter-Verbände" mit Sitz in Düsseldorf (1920: 58.000 Mitglieder in 5 Ländern). Alle Tagungen der Fachinternationalen bestätigten Cammann einmütig als Vorsitzenden bis 1932. Mit Hilfe belgischen und holländischen Schwesterverbände gelang es Cammann, die ärgsten Auswirkungen der Inflation 1923 für seinen Verband zu mildern. Cammann gehörte ferner dem "Gesamtverband der Christlichen Gewerkschaften", dem Ausschuss des "Gesamtverbandes christlicher Gewerkschaften", sowie dem Ausschuss des Deutschen Gewerkschaftsbundes als Mitglied an.

## Werke
- Heimarbeit in der Tabakindustrie. Zentralverband christlicher Tabakarbeiter, Düsseldorf 1925.